# Delftia litopenaei
Delftia litopenaei es una especie de bacteria gramnegativa del género Delftia. Fue descrita en el año 2012. Su etimología hace referencia a un camarón del género Litopenaeus. Es aerobia y móvil. Contiene gránulos de β-hidroxibutirato. Tiene un tamaño de 0,5-0,8 μm de ancho por 1,5-2,0 μm de largo. Forma colonias transparentes, convexas y lisas tras 72 horas de incubación en agar R2A. Temperatura de crecimiento entre 4-40 °C, óptima de 25-35 °C. Catalasa y oxidasa positivas. Resistente a rifampicina. Sensible a los antibióticos : penicilina, ampicilina, cloranfenicol, gentamicina, kanamicina, tetraciclina, estreptomicina, sulfametoxazol y ácido nalidíxico. Tiene un contenido de G+C de 67,6%. Se ha aislado de un estanque de cultivo de camarones en Taiwán.